# Michael Ovitz
Michael S. Ovitz (né le 14 décembre 1946 à Los Angeles[réf. nécessaire]) était un agent représentant des acteurs de cinéma auprès des studios de production, cocréateur et patron de l'agence Creative Artists Agency de 1975 à 1995. Il a dirigé The Walt Disney Company pendant 16 mois, d'août 1995 au 27 décembre 1996 sous la présidence de Michael Eisner.
En 2002, Ovitz accuse le lobby gay d'être responsable de l'échec de sa compagnie dans une interview au magazine Vanity Fair,.
Après l'échec de sa nouvelle entreprise, Artist Management Group, il s'est retiré des affaires et a continué son activité professionnelle en tant qu'investisseur privé et conseiller informel de Martin Scorsese, David Letterman et Tom Clancy.